# Município de Liberty (condado de Knox, Ohio)
O município de Liberty (em inglês: Liberty Township) é um município localizado no condado de Knox no estado estadounidense de Ohio. No ano de 2010 tinha uma população de 1.716 habitantes e uma densidade populacional de 25,66 pessoas por km².

## Geografia
O município de Liberty encontra-se localizado nas coordenadas 40° 22′ 47″ N, 82° 35′ 37″ O. Segundo a Departamento do Censo dos Estados Unidos, o município tem uma superfície total de 66.88 km², da qual 66,51 km² correspondem a terra firme e (0,55 %) 0,37 km² é água.

## Demografia
Segundo o censo de 2010, tinha 1.716 habitantes residindo no município de Liberty. A densidade populacional era de 25,66 hab./km². Dos 1.716 habitantes, o município de Liberty estava composto pelo 97,14 % brancos, o 1,22 % eram afroamericanos, o 0,23 % eram amerindios, o 0,06 % eram asiáticos, o 0,23 % eram de outras raças e o 1,11 % eram de uma mistura de raças. Do total da população o 0,76 % eram hispanos ou latinos de qualquer raça.